# Zamóixie
Zamóixie (en rus: Замошье) és un poble de l'óblast de Leningrad, a Rússia, pertany al districte rural de Boksitogorski. El 2017 tenia 11 habitants.